# Château de Bellenaves
Le château de Bellenaves est situé à Bellenaves, en France.

## Localisation
Le château est situé en Bourbonnais, dans le département de l'Allier, à l'extrémité nord du bourg de Bellenaves, en face de l'église Saint-Martin de Bellenaves.

## Description
Le château de Bellenaves a des origines médiévales (dernier quart du XIVe siècle), puis est remanié du XVe au XVIIIe siècle et transformé progressivement de château fort en maison de plaisance. Il a toujours fière allure dans son parc aux frondaisons plus que centenaires… Ce château a servi de place forte au Moyen Âge à la famille des Jehan (ou Jean), vassaux des Bourbons.
Sont conservés des éléments sculptés des XIIIe et XVe siècles, une porte romane, des fenêtres à meneaux, une façade du XVIIe siècle, une partie des remparts et le donjon.

## Historique
Le château actuel, l'une des plus anciennes maisons féodales du Bourbonnais, a été construit à partir du XIIIe siècle par les seigneurs du lieu, les Jehan de Bellenave. Un premier château devait exister au XIe siècle, construit sur les ruines d'une villa gallo-romaine. Dans un document de 1209, Guillaume, comte d'Auvergne, est qualifié post mortem de seigneur de Bellenave, Chirat-Guérin et autres lieux. Il avait transmis ce qu'il possédait à Bellenaves à son frère Guy. En 1212, à la suite d'un conflit entre Guy II et son frère Robert, évêque de Clermont, le roi de France Philippe II Auguste envoie une armée commandée par Guy II de Dampierre. Le roi s'empare du comté (à l'exception de la région autour de Vic-le-Comte), qui devient la sénéchaussée de la Terre royale d'Auvergne. Avec le mariage en 1196 de Guy II de Dampierre et Mathilde de Bourbon, les sires de Bourbon sont des proches du roi.
Roger de Bellenave est le premier seigneur portant le nom du lieu, au début du XIIIe siècle. Il se reconnaît vassal du sire de Bourbon. Cependant la famille de Bellenave est connue depuis le XIe siècle, quand Guy de Bellenave, clerc d'Archambaud III de Bourbon, reçoit la châtellenie de Chantelle, en 1078. En 1227, Archambaud VIII de Bourbon passe un accord avec Roger Jehan sur la seigneurie de Bellenave qui serait commune entre eux par moitié. Le poète Pierre Le Moyne cite dans son poème épique sur Saint Louis le courtois Bellenave, Roger III Jehan, qui se croisa en 1248 et accompagna le roi Louis IX à la septième croisade. Il reste une partie de la forteresse de l'époque dans le château actuel, au-dessus du ruisseau.
Louis Ier Jehan accompagne le roi Charles VIII dans sa campagne italienne. Le roi le cite dans sa correspondance. Il en fait son chambellan et lui présente Madeleine d'Anjou, fille naturelle légitimée du roi René. Louis Ier Jehan se marie le 11 septembre 1496, en présence du roi et de la reine, avec Madeleine d'Anjou.
La famille Jehan a conservé la seigneurie de Bellenave(s) jusqu'au XVIe siècle. En 1564, Louis Jehan est seigneur de Bellenave. À la fin du XVIe siècle, Charlotte de Bellenave est la seule héritière. Elle apporte la seigneurie par mariage à Blain Loup, seigneur de Pierrebrune, Montfand et autres lieux.
En 1646, la seigneurie passe par mariage dans la famille des Rochechouart-Chandeniers, barons de La Tour d'Auvergne : François II/Jean-Louis II de Rochechouart épouse l'héritière Marie (Le) Loup de Bellenave, fille aînée de Claude Loup (fils lui-même de Blain Loup et Charlotte Jehan de Bellenave ci-dessus) x sa 1re épouse Madeleine d'Hostun de Claveson, mais leur fils Charles-François de Rochechouart, marquis de Bellenaves, né en 1649, meurt dès 1678 sans enfant. 
En 1675, elle passe à la famille de Gillier, marquis de Clérambault : Marie-Gilonne (de) Gillier de Clairambault était la fille de Marie-Louise (Le) Loup de Bellenave — aussi mère de César de Choiseul par son 1er mariage avec Alexandre de Choiseul, Marie-Louise Loup était la fille de Claude Loup x sa 2e épouse Marie de Guénégaud, et la demi-sœur cadette de Marie ci-dessus— et de son 2e mari René Gillier de Clérembault ; ladite Marie-Gilonne Gillier épousa en 1696 Charles-Frédéric de Montmorency-Luxembourg.
et en 1722, aux Pardaillan, ducs d'Épernon et d'Antin : Françoise-Gilonne de Montmorency-Luxembourg, fille de Charles-Frédéric et Marie-Gilonne Gillier, maria en 1722 le duc d'Antin.
Le château s'est transformé. Il perd deux tours et un étage du donjon. C'est l'exemple de construction médiévale agrandie à l'époque classique. Une importante campagne de travaux permit au XVIIIe siècle de réunir au gros donjon carré des XIe – XVe siècles un long bâtiment englobant l'ancien logis à tourelle dont il était séparé. Le donjon a conservé l'essentiel de ses dispositions et de son décor. Le nouveau logis fut doté de larges ouvertures et de décors intérieurs dignes d'une demeure de plaisance. Un parc à l'anglaise est aménagé dans l'ancienne enceinte, agrémenté de plantations, pièces d'eau, portails en pierre et ferronnerie et communs. Le château est acheté par Étienne-François Dutour de Salvert en 1771. Pendant la Révolution, une tour est brûlée.
Pendant la Seconde Guerre mondiale, les salles voûtées abritent les vitraux de la cathédrale Notre-Dame de Paris et ceux de la Sainte-Chapelle.
Le château est vendu en 1956 à un marchand de grains qui installe un silo dans les communs et le château. Seuls la rambarde du grand escalier d'honneur est sauvée in extremis par sa femme amoureuse du château, elle sauvera aussi la grande grille d'honneur, tous les autres éléments décoratifs ayant été vendu. Il est racheté en 1979 par le journaliste Philippe Alfonsi et la princesse Xenia Schirinsky-Schikhmatoff, qui se sont employés à le restaurer.
L'édifice est inscrit au titre des monuments historiques en 2002.

## Visite
- La visite (libre) permet de découvrir les abords extérieurs du château, l’ancienne muraille de l'enceinte et le grand hall d'entrée.